# Zygmunt Noskowski
Zygmunt Noskowski (2. května 1846 Varšava – 23. července 1909 tamtéž ) byl polský dirigent, hudební skladatel a pedagog.

## Život
Otec Zygmunta Noskowského, Józef Łada-Noskowski, byl významný notář, který kromě svých jedenácti dětí vychovával i pět dětí svého příbuzného Andrzeje Towiańského. Jeho dům ve Varšavě byl jedním z hlavních středisek towianismu v polských zemích. Finančně podporoval i Andrzeje Towiańského v emigraci.
Svá hudební studia započal Noskowski na gymnáziu ve Varšavě v roce 1851. Vedle klavíru studoval i hru na housle pod vedením Jana Hornziela. Jeho hudební talent objevil klavírista a skladatel Ignacy Feliks Dobrzyński. Velký vliv na Noskowského měl Stanisław Moniuszko, jehož písně a některé opery poznal kolem roku 1860. Mladý Noskowski byl svědkem potlačení vlastenecké demonstrace ruskou armádou ve Varšavě 27. února 1861. Po otcově smrti 23. června 1863 se údajně podílel na lednovém povstání proti ruskému impériu. Tyto události silně působily na osobnost Noskowského a odrazily se v jeho pozdějších tvůrčích, organizačních a novinářských aktivitách.
Od roku 1864 studoval na Hudebním institutu ve Varšavě hru na housle u Apolinara Kątskiho a kontrapunkt u Stanislawa Moniuszka. Absolvoval v roce 1867 a získal druhou cenu. Po absolvování školy hrál na housle v orchestru Velkého divadla ve Varšavě a v letech 1871–1872 vyučoval hudbu na Institutu pro neslyšící a nevidomé. Vytvořil zde notační systém pro nevidomé, který se však nedochoval. Od roku 1870 působil také jako hudební kritik listu „Kurier Warszawski“.
V roce 1872 získal stipendium od Varšavské hudební společnosti a v prosinci téhož roku odjel do Berlína, kde studovat kompozici u Friedrich Kiela na Akademie der Künste. Během těchto studií složil mj. Variace a fugu na téma I. B. Viottiho pro smyčcové kvarteto (věnováno Kielovi) a od roku 1874 pracoval na své 1. symfonii A-dur, která byla uvedena na veřejném koncertě v Berlíně v dubnu 1875.
Po návratu do Varšavy nenašel trvalé zaměstnání a nakonec se na doporučení svého učitele Friedricha Kiela stal dirigentem městské hudby a ředitelem pěveckého sboru Bodan v Kostnici. V roce 1875 se také oženil s klavíristkou Stanisławou Segedyovou. Pod jeho taktovkou se pěvecké sdružení „Bodan“ vypracovalo na nejlepší sbor Bádensko a získalo i uznání mezi hudebníky velkovévody Fridricha I. Bádenského. Noskowského pověst pronikla i do Varšavy. V roce 1878 mu bylo nabídnuto místo pedagoga na Hudebním institutu, ale odmítl. Spolupracoval s časopisem „Echo Muzyczne”, ve kterém publikoval muzikologické a kritické články.
V lednu roku 1881 se Noskowski i s rodinou vrátil do Varšavy a vystřídal Władysława Żeleńského ve funkci ředitele Warszawskiego Towarzystwa Muzycznego (Varšavské hudební společnosti). V této funkci zahájil okamžitě rekonstrukci pěveckého sboru Společnosti. Zavedl bezplatné lekce zpěvu a hudby pro nové členy a začal realizovat myšlenku na pravidelných týdenních symfonických koncertů ve Varšavě. Za tímto účelem se snažil vytvořit ve Varšavě trvalý symfonický orchestr. Orchestr, který založil, se však již po roce činnosti rozpadl. Finanční problémy byly příčinou, proč ani další pokusy nebyly úspěšné. Pořádal alespoň pravidelné koncerty komorní hudby. Přes všechny obtíže však významně pozdvihl úroveň hudebního života ve Varšavě.
Od roku 1886 učil na Hudebním institutu ve Varšavě skladbu. Mezi jeho žáky byli např. Henryk Melcer-Szczawiński, Apolinary Szeluto, Grzegorz Fitelberg, Mieczysław Karłowicz, Karol Szymanowski a Ludomír Różycki.
Zemřel ve Varšavě 23. července 1909 ve věku 63 let. Je pochován na Powązkowském hřbitově.

## Dílo

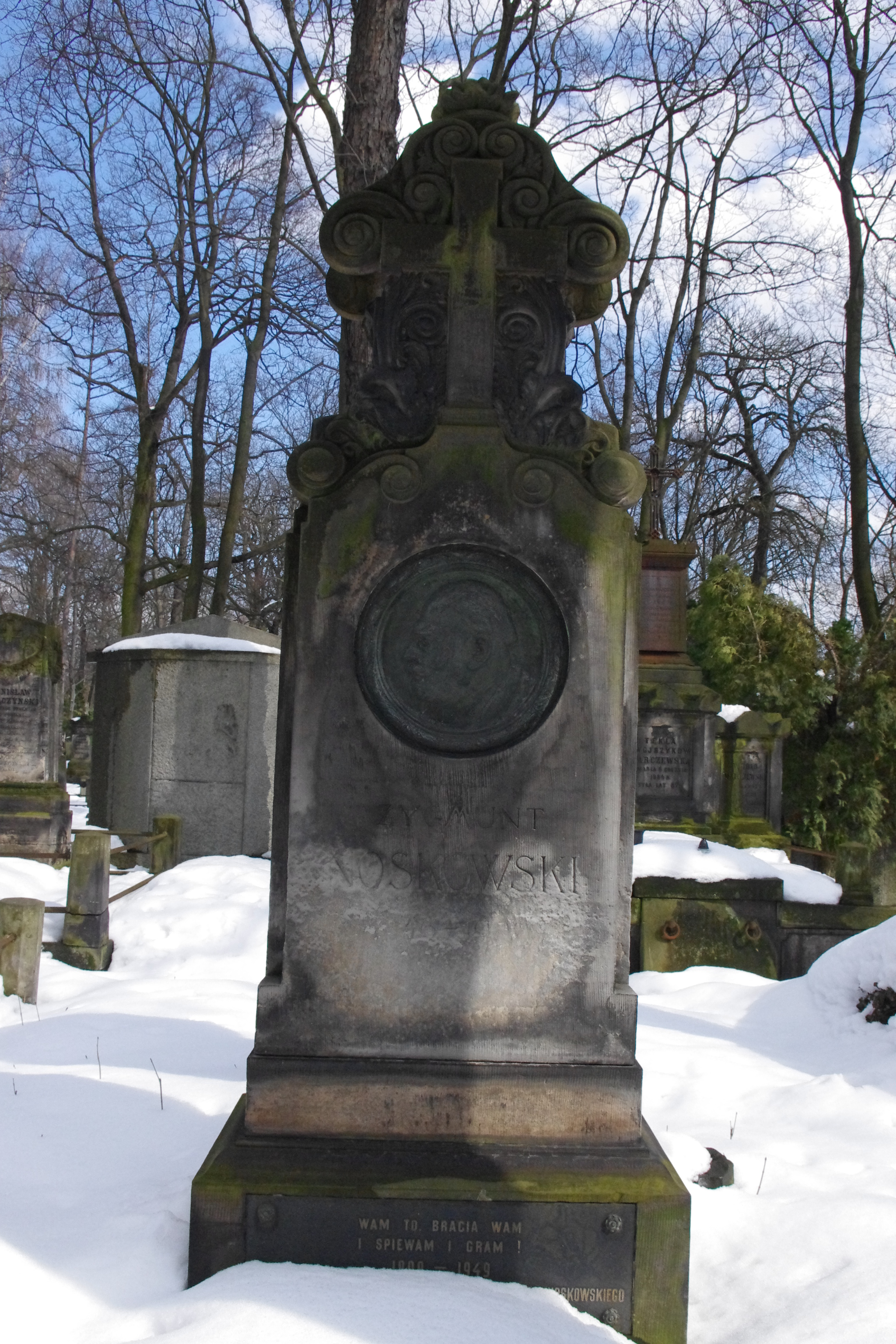
Hrob Zygmunta Noskowskiého na Powązkowském hřbitově.

### Scénická díla
- Wiara, miłość i nadzieja (Víra, láska a naděje), na text Adama Staszczyka (1882)
- Wieczornice (Večernice), lidový obrázek v 5 dějstvích na text Jana Olechnowicza (1882)
- Chata za wsią, lidový obrázek v 5 dějstvích na text Zofie Mellerowé a Jana Galasiewicze na podkladě povídky I. J. Kraszewského (1884)
- Warszawiacy za granicą, opereta (1885)
- Dziewczę z chaty za wsią, lidový obrázek v 5 dějstvích na text Zofie Mellerowé a Jana Galasiewicze na podkladě povídky I. J. Kraszewského (1886)
- Małaszka, lidový obrázek v 6 scénách podle Gabriely Zapolské (1886)
- Budnik, lidový obrázek v 5 dějstvích na text Wacława Ratyńského podle povídky I. J. Kraszewskiego (1887)
- Koriolan, skica opery na libretio Czesława Jankowskiego (okolo 1887)
- Pan Zołzikiewicz, dramatický obraz na text Zofie Mellerowé a Jana Galasiewicze na podkladě Henryka Sienkiewicza (náčrt, 1888)
- W Tatrach, vaudeville o 4 jednáních na text Klemense Junoszy (1888)
- Nowy Don Kiszot czyli sto szaleństw, kratochvíle na text Aleksandra Fredry (1890)
- Livia Quintilla, opera (1890-1898)
- Na chlebie u dzieci, lidový obrázek v 5 dějstvích na text Klemense Junoszy (1894)
- Przeklęty dorobek, lidový obrázek v 5 dějstvích na text Wincenta Kosiakiewicze (1894)
- Święto ognia czyli Noc Świętojańska, choreografická fantasie (1898-1901)
- Zemsta za mur graniczny, opera (1902-08)
- Wyrok, opera (1906)

### Orchestrální skladby
- 1. symfonie A-dur (1874-75)
- Morskie Oko, koncertní předehra (1875)
- 2. symfonie "Elegijna" (1875-79)
- Slavnostní pochod (1881)
- Variace e-moll na vlastní téma (1883)
- Deset lidových písní pro malý orchestr (1889)
- Step, symfonická báseň (1896-97)
- Marcia funebre Cieniom Asnyka (1897)
- Z życia narodu – Obrazy fantazyjne (symfonické variace, 1901)
- 3. symfonie F-dur 'Od wiosny do wiosny' (1903)
- Odgłosy pamiątkowe (fantasie pro velký orchestr, 1904-05)

### Vokální skladby
- Rozpacz (Zoufalství) pro mužský sbor (1870-72)
- Salve regina (1871-72)
- Heldentod (Smrt bohatýra), kantáta (1876-80)
- Trzy hasła (Tři hesla) pro mužský sbor (1876-80)
- Sielanka, tři lidové písně pro smíšený sbor a klavír (1885-95)
- Wędrowny grajek (Potulný muzikant), suita mazurek pro tenor nebo soprán, smíšený sbor a klavír na 4 ruce (před 1886)
- O pieśni gminna, mužský sbor na slova Adama Mickiewicze (1886-87)
- Lutnia, wódz tańców, mužský sbor na slova Jana Kochanowského (1886-87)
- Świtezianka, kantáta pro soprán, tenor, smíšený sbor a orchestr (1886-88)
- Kantata rycerska pro tenor sólo a mužský sbor nebo dětský orchestr (před 1887)
- Rok w pieśni ludowej, kantáta z polských písní pro soprán solo, smíšený sbor a orchestr nebo klavír (1887)
- Bóg wszechmocny, žalm XLVI. v překladu Jana Kochanowského pro mužský sbor a orchestr (okolo 1887)
- Dvě písně pro tříhlasý ženský sbor a klavír (před 1888)
- Kantáta ke 40. výročí panování císaře Františka Josefa pro smíšený sbor a klavír (1888)
- Kto się w opiekę, žalm XCI. Dawida v překladu Jana Kochanowského pro sóla, smíšený sbor a orchestr (okolo 1889)
- Veni creator, osmihlasý žalm pro dva smíšené sbory a varhany ad libitum (przed 1890)
- Veni Creator, žalm pro mužský sbor (1890-97)
- Salve Regina, pro mužský sbor (1890-97)
- Jasio, lidová balada ve formě variací pro mezzosoprán a tenor sólo, smíšený sbor a orchestr (1891-92)
- Hje, grono śpiewcze, mužský sbor (1893)
- Cztery toasty, mužský sbor (1893-95)
- Zaszumiał las, mužský sbor na slova Marie Konopnické (1893-95)
- Pieśń wiosenna pro mužský sbor (1893-95)
- Powrót, směs krakovjaků pro tenor nebo soprán, smíšený sbor a orchestr nebo klavír na 4 ruce (1894)
- Nad Utratą, kantáta pro smíšený sbor a orchestr (1894)
- Barkarola pro mužský sbor na slova Adama Asnyka (1895-96)
- 12 lidových písní pro mužský sbor (1895-97)
- Nad mogiłą pro mužský sbor (1895-97)
- 12 písní pro mužský sbor (1895-98)
- Kantáta na počest Diotimy pro čtyřhlasý mužský sbor (1896)
- Úpravy písní ze „Spiewników domowych“ Stanisława Moniuszka pro mužský sbor a cappella (1896-97)
- Kantáta Mickiewiczowska pro mužský sbor a orchestr (1898)
- Obrazy tatrzańskie, tři mužské sbory (1900)
- Pieśni ludowe pro mužský sbor a cappella (1900-03)

### Komorní skladby
- Sonáta a-moll pro housle a klavír (okolo 1875)
- 1. smyčcový kvartet (1875-80)
- 2. smyčcový kvartet (1879-83)
- Klavírní kvartet (okolo 1879)
- Kołysanka (Ukolébavka) pro housle a klavír (před 1880)
- Dvě skladby pro housle a klavír (před 1880)
- 3. smyčcový kvartet "Fantazja" (před 1884)
- Dvě skladby pro housle a klavír (před 1885)
- Tři skladby pro housle a klavír (okolo 1885)
- Tři skladby pro housle a klavír (okolo 1885)

### Klavírní skladby
- Variace f-moll na vlastní téma (okolo 1870)
- Valse (1870-80)
- Krakowiaki (1876-80)
- Polská suita (okolo 1880)
- Rondino grazioso (okolo 1880)
- Dva polské tance (po 1880)
- Fantazja góralska (Horská fantasie) pro klavír na 4. ruce (1885)
- Les sentimentes (Trois pièces caractéristiques…) (1886)
- Aquarelles (Six morceaux caractéristiques) (před 1888)
- Trois morceaux (1890)
- Six morceaux caractéristiques (1890)
- Quatre pièces caractéristiques (okolo 1890)
- Trois morceaux caractéristiques (okolo 1890)
- Krakovské písně a tance (Chansons et danses cracoviennes, okolo 1890)
- Causeries (Cinq pièces caractéristiques, okolo 1890)
- Ukrajinské melodie pro klavír na 4 ruce (okolo 1890)
- Trois pièces (okolo 1890)
- Cinq morceaux de genre (okolo 1890)
- Danses masoviennes (okolo 1890)
- Moments de danses (Six pièces caractéristiques, okolo 1890)
- Pieśni weselne ludu. Fantasie na lidová témata ve snadném slohu (1890-1900)
- Moments mélodiques (Quatre pièces caractéristiques) (okolo 1891)
- 6 polonéz pro klavír na 4 ruce (okolo 1891)
- Pensées lyriques (Cinq morceaux) (okolo 1893)
- Feuille de trèfle (Trois pièces) (okolo 1893-95)
- Stances (Cinq pièces) (okolo 1893-95)
- Fleurs de printemps (Quatre pièces caractéristiques) (1897)
- Danses exotiques pro klavír na 4 ruce (okolo 1900)
- Deux mélodies (okolo 1900)
- Perły polskie (okolo 1900)

### Písně
- Bajki Ignacego Krasickiego (1874-78)
- Tři písně na slova Roberta Reinicka (1876-80)
- Tři lidové písně pro 2 ženské hlasy (1883)
- Stach na slova Marie Konopnické (1886)
- Dětský zpěvník na slova Marie Konopnické pro 1 i 2 hlasy a klavír (1889)
- Cicha prośba (okolo 1889)
- Dvě písně na slova Adama Asnyka (okolo 1895)
- Serenáda a dumka pro zpěv a klavír (1897)
- Zwiędły listek na slova Adama Asnyka pro zpěv a klavír (okolo 1897)
- 10 dětských písní na slova Józefa Jankowského pro zpěv a klavír (1898)
- 5 písní na slova Mariana Gawalewicze pro zpěv a klavír (okolo 1900)
- 2 písně pro zpěv a klavír (okolo 1900)
- Dvě písničky pro zpěv a klavír (okolo 1900)
- Písně z dramatické fantasie Zawisze Czarny Kazimierza Przerwy-Tetmajera (okolo 1900)
- Do braci Słowian (na slova Mirona, 1902)
- Śmierć Ofelii, dramatická scéna Stanisława Wyspiańského pro soprán a orchestr (1906)
- 3 písně na slova Stanisława Wyspiańského pro zpěv a klavír (1906-08)